# Alcis defasciata
Alcis defasciata là một loài bướm đêm trong họ Geometridae.